# Revoltă în cosmos
Revoltă în cosmos (titlul original: în germană Im Staub der Sterne) este un film de științifico-fantastic, coproducție româno–est-germană, realizat în 1976 de regizorul Gottfried Kolditz. Filmările au avut loc în Studiourile Buftea din România.
Din distribuția filmului fac parte actori din mai multe țări printre care și actori români: Jana Brejchová, Ekkehard Schall, Milan Bosiljcic-Beli, Silvia Popovici, Mihai Mereuță și Zephi Alșec.

## Rezumat
După o călătorie de șase ani, nava spațială Cyrno aterizează pe planeta TEM 4 de unde primiseră un apel de ajutor.
Comandanta Akala aterizează cu nava ei pe TEM 4, dar acolo nu există nicio urmă de urgență. Conducătorul planetei le oferă oaspeților săi o petrecere fastuoasă în care le manipulează conștiința. Navigatorul Suko, care a rămas la bordul navei, observă acest lucru și acum încearcă să descifreze secretul planetei. Descoperă o mină în care Turi, indigenii din TEM 4, trebuie să facă o muncă de sclavi. De la ei a venit apelul de ajutor. Cosmonauții se confruntă cu întrebarea cum îi pot ajuta pe Turi, dar asupritorii lor vor să-i forțeze să decoleze. Urmează o luptă, Suko este ucis. Ceilalți decolează cu nava lor spațială în timp ce Turi se pregătesc pentru o revoltă.

## Distribuție
- Jana Brejchová – Akala, comandanta
- Alfred Struwe – Suko, navigatorul
- Ekkehard Schall – șeful
- Milan Bosiljcic-Beli – Ronk, Șeful Centrului de supraveghere
- Silvia Popovici – Illic, medicul de bord
- Violeta Andrei – Rall, energeticiana
- Leon Niemczyk – Thob, analistul
- Regine Heintze – Miu, psiholoaga
- Mihai Mereuță – Kte
- Ștefan Mihăilescu Brăila – Xik
- Aurelia Dumitrescu – Chta
- Dorin Ganea – Prott
- Zephi Alșec – ingenierul la hangar
- Hans Ulrich Laufer – primul inginer
- Carlo Schmidt – al doilea inginer